# Good Old-Fashioned Lover Boy
A Good Old-Fashioned Lover Boy a nyolcadik dal a brit Queen együttes 1976-os A Day at the Races albumáról. A szerzője Freddie Mercury énekes volt. 1977-ben a Queen’s First EP középlemezen is megjelent, és a 17. helyet érte el az angol slágerlistán.
Utolsó volt azon kabarészerű dalok közül, amilyeneket Mercury az 1970-es éveken előszeretettel írt (Bring Back That Leroy Brown, Seaside Rendezvous, Lazing on a Sunday Afternoon). Alapvetően mint az ilyen dalok, ez is Mercury zongorajátékára épül, ezenkívül felvonultatja az ismert Queen ismertetőjegyeket, a dallamos melódiákat, valamint a rétegezett gitár és vokálhangzásokat. A közepe felé elhangzik egy ismert altatódal dallama, majd ezután egy Mike Stone hangmérnök által énekelt sor (Hey boy where did you get it from?/Hey boy where did you go?).
A szöveg egy régimódi gavallér udvarlását festi le, kedves szavakkal kezdve, majd egy ebédmeghívással a Ritzbe. A szöveg mindvégig humoros és parodisztikus, például amikor az éneklő bevallja a szerelmét, akkor egy cinikus kívülálló hang megkérdi, hol tanulta mindezt (ezt énekli Stone). A válasz: „In the good old fashioned school of lover boys”, azaz „a régimódi szeretők iskolájában”.
1977-ben a Top of the Pops televízióműsorban élőben előadták. Az A Day at the Races és News of the World turnék során az állandó műsor része volt. Élőben Mercury végig zongorával kísérte az előadást. Gyakran fűzték össze a másik hasonló stílusú dalukkal, a Killer Queennel.
A Killer Queen: A Tribute to Queen lemezen Jason Mraz feldolgozásában szerepel.

## Közreműködők
- Ének: Freddie Mercury, Mike Stone
- Háttérvokál: Freddie Mercury, Brian May, Roger Taylor

Hangszerek:
- Freddie Mercury: Bechstein akusztikus zongora
- Brian May: Red Special
- John Deacon: Fender Precision Bass
- Roger Taylor: Ludwig dobfelszerelés, Ludwig truangulum, Ludwig Woodblocks